# Saison 2012-2013 du Real Madrid
Maillots
Dernière mise à jour : 1er juin 2013.
Chronologie
Saison précédente Saison suivante
Cette saison fait suite à la saison 2011-2012 qui a vu le Real Madrid remporter la Liga BBVA, cette saison est par ailleurs la 82e du club en Liga.
Lors de la saison 2012-2013, le Real Madrid est engagé dans quatre compétitions officielles : Liga BBVA, Supercoupe d'Espagne, Ligue des Champions et la Coupe du Roi.
José Mourinho a prolongé son contrat de deux saisons avec le Real Madrid. Le technicien portugais est désormais lié au club madrilène jusqu'en 2016. C'est sa troisième saison depuis son arrivée sur le banc des galactiques.
Les principales incorporations sont celles de l'international croate Luka Modrić en provenance de Tottenham et le prêt du milieu ghanéen Michael Essien de Chelsea tandis que Sergio Canales, Fernando Gago, Esteban Granero, Hamit Altıntop et Lassana Diarra quittent le club. Lors du mercato d'hiver la maison blanche achète le gardien espagnole Diego López issu de la fabrica en provenance de Séville pour pallier l'absence d'Iker Casillas blessé.

## Effectif professionnel

### Onze de départ (toutes compétitions)
(Mis à jour le 1er juin 2013)
| \| No. \| Pos. \| Joueur \| Titulaire \| Notes \| \| --- \| ---- \| ----------------- \| --------- \| ----------------------------- \| \| 1 \| GK \| Iker Casillas \| 28 \| López a 25 titularisations \| \| 3 \| DC \| Pepe \| 35 \| Albiol a 20 titularisations \| \| 4 \| DC \| Sergio Ramos \| 40 \| Varane a 28 titularisations \| \| 17 \| DD \| Álvaro Arbeloa \| 38 \| Carvalho a 16 titularisations \| \| 5 \| DG \| Fábio Coentrão \| 28 \| Marcelo a 17 titularisations \| \| 6 \| MR \| Sami Khedira \| 36 \| Modrić a 36 titularisations \| \| 14 \| MDF \| Xabi Alonso \| 41 \| Essien a 31 titularisations \| \| 10 \| MO \| Mesut Özil \| 40 \| Kaká a 15 titularisations \| \| 22 \| AiD \| Ángel Di María \| 35 \| Callejón a 21 titularisations \| \| 7 \| AiG \| Cristiano Ronaldo \| 51 \| \| \| 9 \| AC \| Karim Benzema \| 33 \| Higuaín a 27 titularisations \| | Casillas (C) Arbeloa Pepe Ramos Coentrão Khedira Alonso Özil Di María C. Ronaldo Benzema |                   |           |                               |
| No. | Pos.                                                                                     | Joueur            | Titulaire | Notes                         |
| 1 | GK                                                                                       | Iker Casillas     | 28        | López a 25 titularisations    |
| 3 | DC                                                                                       | Pepe              | 35        | Albiol a 20 titularisations   |
| 4 | DC                                                                                       | Sergio Ramos      | 40        | Varane a 28 titularisations   |
| 17 | DD                                                                                       | Álvaro Arbeloa    | 38        | Carvalho a 16 titularisations |
| 5 | DG                                                                                       | Fábio Coentrão    | 28        | Marcelo a 17 titularisations  |
| 6 | MR                                                                                       | Sami Khedira      | 36        | Modrić a 36 titularisations   |
| 14 | MDF                                                                                      | Xabi Alonso       | 41        | Essien a 31 titularisations   |
| 10 | MO                                                                                       | Mesut Özil        | 40        | Kaká a 15 titularisations     |
| 22 | AiD                                                                                      | Ángel Di María    | 35        | Callejón a 21 titularisations |
| 7 | AiG                                                                                      | Cristiano Ronaldo | 51        |                               |
| 9 | AC                                                                                       | Karim Benzema     | 33        | Higuaín a 27 titularisations  |

### Buteurs (toutes compétitions)
(à jour après le match Real Madrid 4-2 CA Osasuna, le 1er juin 2013)
| Rang                | Joueur              | Liga BBVA | Supercopa de España | Copa del Rey | Ligue des Champions | Total |
| ------------------- | ------------------- | --------- | ------------------- | ------------ | ------------------- | ----- |
| 1                   | Cristiano Ronaldo   | 34        | 2                   | 7            | 12                  | 55    |
| 2                   | Karim Benzema       | 11        | 0                   | 4            | 5                   | 20    |
| 3                   | Gonzalo Higuaín     | 16        | 1                   | 0            | 1                   | 18    |
| 4                   | Mesut Özil          | 9         | 0                   | 0            | 1                   | 10    |
| 5                   | Ángel Di María      | 7         | 1                   | 1            | 0                   | 9     |
| 6                   | José Callejón       | 3         | 0                   | 2            | 2                   | 7     |
| 7                   | Sergio Ramos        | 4         | 0                   | 0            | 1                   | 5     |
| 7                   | Kaká                | 3         | 0                   | 1            | 1                   | 5     |
| 9                   | Luka Modrić         | 3         | 0                   | 0            | 1                   | 4     |
| 9                   | Sami Khedira        | 3         | 0                   | 1            | 0                   | 4     |
| 11                  | Pepe                | 1         | 0                   | 0            | 1                   | 2     |
| 11                  | Álvaro Morata       | 2         | 0                   | 0            | 0                   | 2     |
| 11                  | Michael Essien      | 2         | 0                   | 0            | 0                   | 2     |
| 11                  | Raphaël Varane      | 0         | 0                   | 2            | 0                   | 2     |
| 15                  | Marcelo             | 0         | 0                   | 0            | 1                   | 1     |
| 15                  | Fábio Coentrão      | 1         | 0                   | 0            | 0                   | 1     |
| 15                  | Raúl Albiol         | 1         | 0                   | 0            | 0                   | 1     |
| 15                  | Jesé                | 0         | 0                   | 1            | 0                   | 1     |
| But contre son camp | But contre son camp | 3         | 0                   | 1            | 0                   | 4     |
| Total               | Total               | 103       | 4                   | 20           | 26                  | 153   |

(Les chiffres ci-dessus ne sont valables que pour les matchs officiels)
- Récapitulatif des buteurs madrilènes lors des matchs amicaux de la saison 2012-2013
  - 7 buts : José Callejón
  - 4 buts : Ángel Di María
  - 3 buts : Kaká et Álvaro Morata
  - 2 buts : Cristiano Ronaldo et Karim Benzema
  - 1 buts : Sergio Ramos, Sami Khedira, Xabi Alonso, Gonzalo Higuaín, Jesé, Lucas Vázquez et Denis Cheryshev

### Passeurs décisifs (toutes compétitions)
| Rang  | Joueur            | Liga BBVA | Supercopa de España | Copa del Rey | Ligue des Champions | Total |
| ----- | ----------------- | --------- | ------------------- | ------------ | ------------------- | ----- |
| 1     | Mesut Özil        | 13        | 1                   | 4            | 5                   | 23    |
| 2     | Karim Benzema     | 11        | 0                   | 3            | 5                   | 19    |
| 3     | Ángel Di María    | 7         | 0                   | 1            | 5                   | 13    |
| 4     | Cristiano Ronaldo | 10        | 0                   | 1            | 1                   | 12    |
| 5     | Gonzalo Higuaín   | 5         | 0                   | 1            | 2                   | 8     |
| 5     | Xabi Alonso       | 5         | 0                   | 2            | 1                   | 8     |
| 7     | Sami Khedira      | 2         | 1                   | 1            | 2                   | 6     |
| 8     | Kaká              | 4         | 0                   | 0            | 1                   | 5     |
| 8     | Luka Modrić       | 3         | 0                   | 1            | 1                   | 5     |
| 10    | José Callejón     | 4         | 0                   | 0            | 0                   | 4     |
| 11    | Álvaro Morata     | 1         | 0                   | 1            | 1                   | 3     |
| 11    | Álvaro Arbeloa    | 2         | 0                   | 1            | 0                   | 3     |
| 13    | Pepe              | 1         | 1                   | 0            | 0                   | 2     |
| 14    | Michael Essien    | 0         | 0                   | 0            | 1                   | 1     |
| 14    | Marcelo           | 0         | 0                   | 0            | 1                   | 1     |
| 14    | Sergio Ramos      | 0         | 0                   | 0            | 1                   | 1     |
| 14    | Fábio Coentrão    | 1         | 0                   | 0            | 0                   | 1     |
| 14    | Fabinho           | 1         | 0                   | 0            | 0                   | 1     |
| 14    | Ricardo Carvalho  | 1         | 0                   | 0            | 0                   | 1     |
| Total | Total             | 71        | 3                   | 16           | 27                  | 117   |

(Les chiffres ci-dessus ne sont valables que pour les matchs officiels)
- Récapitulatif des passeurs madrilènes lors des matchs amicaux de la saison 2012-2013
  - 5 passes : Gonzalo Higuaín
  - 4 passes : Kaká
  - 3 passes : Mesut Özil
  - 2 passes : Karim Benzema et Ángel Di María
  - 1 passes : Luka Modrić, Lassana Diarra, Álvaro Arbeloa, Esteban Granero, Álvaro Morata et Iván González

## Recrutement

### Arrivées
| Joueur          | Nationalité | Âge | Poste                       | Type de transfert | Durée        | Indemnité | Période         | Provenance                             |
| --------------- | ----------- | --- | --------------------------- | ----------------- | ------------ | --------- | --------------- | -------------------------------------- |
| David Mateos    | Espagne     | 25  | Défenseur                   | Retour de prêt    | -            | -         | Mercato d'été   | Real Saragosse (Liga BBVA)             |
| Fernando Gago   | Argentine   | 26  | Milieu                      | Retour de prêt    | -            | -         | Mercato d'été   | AS Rome (Série A)                      |
| Royston Drenthe | Pays-Bas    | 25  | Défenseur / Milieu / Ailier | Retour de prêt    | -            | -         | Mercato d'été   | Everton (Barclays Premier League)      |
| Álvaro Morata   | Espagne     | 19  | Attaquant                   | Promotion         | -            | 0€        | Mercato d'été   | Real Madrid Castilla (Liga Adelante)   |
| Luka Modrić     | Croatie     | 26  | Milieu                      | Achat             | 5 ans (2017) | 35 M€     | Mercato d'été   | Tottenham (Barclays Premier League)    |
| Michael Essien  | Ghana       | 29  | Milieu                      | Prêt              | 1 ans (2013) | 0€        | Mercato d'été   | Chelsea FC (Barclays Premier League)   |
| Nuri Şahin      | Turquie     | 24  | Milieu                      | Retour de prêt    | -            | -         | Mercato d'hiver | Liverpool FC (Barclays Premier League) |
| Diego López     | Espagne     | 31  | Gardien                     | Achat             | 4 ans (2017) | 3,5 M€    | Mercato d'hiver | Séville FC (Liga BBVA)                 |

### Départs
| Joueur          | Nationalité | Âge | Poste              | Type de transfert | Durée            | Indemnité | Période         | Destination                                   |
| --------------- | ----------- | --- | ------------------ | ----------------- | ---------------- | --------- | --------------- | --------------------------------------------- |
| David Mateos    | Espagne     | 25  | Défenseur          | Rétrogradé        | 1 an (2013)      | 0€        | Mercato d'été   | Real Madrid Castilla (Liga Adelante)          |
| Dani Carvajal   | Espagne     | 20  | Défenseur          | Achat             | 5 ans (2017)     | 5 M€      | Mercato d'été   | Bayer Leverkusen (Bundesliga)                 |
| Fernando Gago   | Argentine   | 26  | Milieu             | Achat             | 4 ans (2016)     | 5 M€      | Mercato d'été   | Valence CF (Liga BBVA)                        |
| Royston Drenthe | Pays-Bas    | 25  | Défenseur / Milieu | Fin de contrat    | -                | 0€        | Mercato d'été   | Libre                                         |
| Hamit Altıntop  | Turquie     | 29  | Milieu             | Achat             | 4 ans (2016)     | 3,5 M€    | Mercato d'été   | Galatasaray S.K. (Spor toto Süper Lig)        |
| Sergio Canales  | Espagne     | 21  | Milieu             | Achat             | 2 ans (2014)     | 9,5 M€    | Mercato d'été   | Valence CF (Liga BBVA)                        |
| Joselu          | Espagne     | 22  | Attaquant          | Achat             | 4 ans (2016)     | 6 M€      | Mercato d'été   | 1899 Hoffenheim (Bundesliga)                  |
| Nuri Şahin      | Turquie     | 23  | Milieu             | Prêt              | 6 mois (2013)    | 0€        | Mercato d'été   | Liverpool FC (Barclays Premier League)        |
| Esteban Granero | Espagne     | 25  | Milieu             | Achat             | 5 ans (2017)     | 8 M€      | Mercato d'été   | Queens Park Rangers (Barclays Premier League) |
| Lassana Diarra  | France      | 27  | Milieu             | Achat             | -                | 5 M€      | Mercato d'été   | Anji Makhatchkala (SOGAZ Championship)        |
| Nuri Şahin      | Turquie     | 24  | Milieu             | Prêt              | 1 an (juin 2014) | 0€        | Mercato d'hiver | Borussia Dortmund (Bundesliga)                |

## Les rencontres de la saison

### Matchs amicaux
José Mourinho sélectionne 21 joueurs (10 du Real Madrid et 11 du Real Madrid Castilla) pour les matchs amicaux du Real Madrid contre Real Oviedo et SL Benfica.
Gardiens : Adán et Jesús
Défenseurs : Varane, Nacho, Mateos, Coentrão, Iván et Casado
Milieux : Juanfran, Álex, Denis, Granero, Kaká, Lucas, Mosquera et Lassana
Attaquants : Callejón, Di María, Benzema, Morata et Higuaín.
José Mourinho sélectionne 24 joueurs (20 du Real Madrid et 4 du Real Madrid Castilla) pour la tournée aux États-Unis du Real Madrid.
Gardiens : Casillas et Adán
Défenseurs :  Nacho, Coentrão, Albiol, Varane, Arbeloa, Ramos et Pepe
Milieux : Xabi Alonso, Lassana, Di María, Khedira, Granero, Álex, Özil, Kaká et Şahin
Attaquants : Ronaldo, Benzema, Higuaín, Callejón, Morata et Jesé.
| Date                          | Adversaire         | Division | Lieu                                      | Score | Buteurs                                                                    |
| Match amical                  |                    |          |                                           |       |                                                                            |
| 24 juillet 2012               | Real Oviedo        | D3       | Carlos Tartiere, Oviedo, Espagne          | 1-5   | Lucas 9e, Denis 40e, Sanz 41e (csc), Di María 56e, 74e                     |
| Eusébio Cup                   |                    |          |                                           |       |                                                                            |
| 27 juillet 2012               | SL Benfica         | D1       | Estádio da Luz, Lisbonne, Portugal        | 5-2   | Callejón 18e, 20e                                                          |
| World Football Challenge 2012 |                    |          |                                           |       |                                                                            |
| 3 août 2012                   | Los Angeles Galaxy | MLS      | The Home Depot Center, Carson, Californie | 1-5   | Higuaín 2e, Di María 11e, Callejón 36e, Morata 49e, Jesé 84e               |
| 6 août 2012                   | Santos Laguna      | D1       | Sam Boyd Stadium, Las Vegas, Nevada       | 2-1   | Alonso 14e, Khedira 72e                                                    |
| 9 août 2012                   | Milan AC           | D1       | Yankee Stadium, NYC, New York             | 5-1   | Di María 24e, Ronaldo 49e, 66e, Ramos 81e, Callejón 89e                    |
| 11 août 2012                  | Celtic FC          | D1       | The Linc, Philadelphie, Pennsylvanie      | 2-0   | Callejón 22e, Benzema 67e                                                  |
| Trophée Santiago Bernabéu     |                    |          |                                           |       |                                                                            |
| 26 septembre 2012             | Los Millonarios    | D1       | Santiago Bernabéu, Madrid, Espagne        | 8-0   | Kaká 15e, 37e, 60e (pen.), Callejón 23e, 68e, Morata 32e, 36e, Benzema 78e |

### Supercoupe d'Espagne
| Date       | J.     | Adversaire   | Lieu                      | Score | Buteurs                   |
| ---------- | ------ | ------------ | ------------------------- | ----- | ------------------------- |
| 23/08/2012 | Aller  | FC Barcelone | Camp Nou, Barcelone       | 3-2   | Ronaldo 55e, Di María 85e |
| 29/08/2012 | Retour | FC Barcelone | Santiago Bernabéu, Madrid | 2-1   | Higuaín 11e, Ronaldo 19e  |

Le 29 août 2012 le Real Madrid remporte la Supercoupe d'Espagne.
| Supercopa de España Vainqueur 2012 |
| ---------------------------------- |
| Real Madrid 9e Titre               |

### Liga BBVA
| Date       | J.     | Adversaire           | Lieu                           | Score | Buteurs                                                                           |
| ---------- | ------ | -------------------- | ------------------------------ | ----- | --------------------------------------------------------------------------------- |
| 19/08/2012 | 1re J. | Valence CF           | Santiago Bernabéu, Madrid      | 1-1   | Higuaín 10e                                                                       |
| 26/08/2012 | 2e J.  | Getafe CF            | Coliseum Alfonso Pérez, Getafe | 2-1   | Higuaín 27e                                                                       |
| 02/09/2012 | 3e J.  | Grenade CF           | Santiago Bernabéu, Madrid      | 3-0   | Ronaldo 26e, 54e, Higuaín 76e                                                     |
| 16/09/2012 | 4e J.  | FC Séville           | Ramón Sánchez Pizjuán, Séville | 1-0   |                                                                                   |
| 24/09/2012 | 5e J.  | Rayo Vallecano       | Teresa Rivero, Madrid          | 0-2   | Benzema 13e, Ronaldo 70e (pen.)                                                   |
| 30/09/2012 | 6e J.  | Deportivo La Corogne | Santiago Bernabéu, Madrid      | 5-1   | Ronaldo 23e (pen.), 44e, 84e (pen.), Di María 38e, Pepe 66e                       |
| 07/10/2012 | 7e J.  | FC Barcelone         | Camp Nou, Barcelone            | 2-2   | Ronaldo 23e, 66e                                                                  |
| 20/10/2012 | 8e J.  | Celta Vigo           | Santiago Bernabéu, Madrid      | 2-0   | Higuaín 10e, Ronaldo 68e (pen.)                                                   |
| 28/10/2012 | 9e J.  | RCD Majorque         | Iberostar Estadio, Majorque    | 0-5   | Higuaín 9e, 70e, Ronaldo 22e, 73e, Callejón 90e                                   |
| 03/11/2012 | 10e J. | Saragosse            | Santiago Bernabéu, Madrid      | 4-0   | Higuaín 23e, Di María 25e, Essien 89e, Modrić 90e                                 |
| 11/11/2012 | 11e J. | Levante UD           | Ciutat de València, Levante    | 1-2   | Ronaldo 21e, Morata 84e                                                           |
| 17/11/2012 | 12e J. | Athletic Bilbao      | Santiago Bernabéu, Madrid      | 5-1   | Aurtenetxe 12e (csc), Ramos 30e, Benzema 32e, Özil 56e, Khedira 72e               |
| 24/11/2012 | 13e J. | Betis Séville        | Benito Villamarín, Séville     | 1-0   |                                                                                   |
| 01/12/2012 | 14e J. | Atlético Madrid      | Santiago Bernabéu, Madrid      | 2-0   | Ronaldo 16e (cf.), Özil 66e                                                       |
| 08/12/2012 | 15e J. | Real Valladolid      | José Zorrilla, Valladolid      | 2-3   | Benzema 12e, Özil 45e, 72e (cf.)                                                  |
| 16/12/2012 | 16e J. | RCD Espanyol         | Santiago Bernabéu, Madrid      | 2-2   | Ronaldo 45e, Coentrão 48e                                                         |
| 22/12/2012 | 17e J. | Málaga CF            | La Rosaleda, Malaga            | 3-2   | Sánchez 66e (csc), Benzema 82e                                                    |
| 06/01/2013 | 18e J. | Real Sociedad        | Santiago Bernabéu, Madrid      | 4-3   | Benzema 2e, Khedira 35e, Ronaldo 68e, 71e (cf.)                                   |
| 12/01/2013 | 19e J. | CA Osasuna           | Reyno de Navarra, Pampelune    | 0-0   |                                                                                   |
| 20/01/2013 | 20e J. | Valence CF           | Mestalla, Valence              | 0-5   | Higuaín 9e, Di María 34e, 45e, Ronaldo 36e, 41e                                   |
| 27/01/2013 | 21e J. | Getafe CF            | Santiago Bernabéu, Madrid      | 4-0   | Ramos 53e, Ronaldo 62e, 65e, 72e (pen.)                                           |
| 02/02/2013 | 22e J. | Grenade CF           | Nuevo Los Cármenes, Grenade    | 1-0   |                                                                                   |
| 09/02/2013 | 23e J. | FC Séville           | Santiago Bernabéu, Madrid      | 4-1   | Benzema 18e, Ronaldo 26e, 46e, 59e                                                |
| 17/02/2013 | 24e J. | Rayo Vallecano       | Santiago Bernabéu, Madrid      | 2-0   | Morata 3e, Ramos 12e                                                              |
| 23/02/2013 | 25e J. | Deportivo La Corogne | Riazor, La Corogne             | 1-2   | Kaká 73e, Higuaín 88e                                                             |
| 02/03/2013 | 26e J. | FC Barcelone         | Santiago Bernabéu, Madrid      | 2-1   | Benzema 6e, Ramos 82e                                                             |
| 10/03/2013 | 27e J. | Celta Vigo           | Balaídos, Vigo                 | 1-2   | Ronaldo 61e, 71e (pen.)                                                           |
| 16/03/2013 | 28e J. | RCD Majorque         | Santiago Bernabéu, Madrid      | 5-2   | Higuaín 15e, 57e, Ronaldo 52e, Modrić 54e, Benzema 90+1e                          |
| 30/03/2013 | 29e J. | Saragosse            | La Romareda, Saragosse         | 1-1   | Ronaldo 38e                                                                       |
| 06/04/2013 | 30e J. | Levante UD           | Santiago Bernabéu, Madrid      | 5-1   | Higuaín 36e, Kaká 39e (pen.), Ronaldo 84e, Özil 87e, 90+1e                        |
| 14/04/2013 | 31e J. | Athletic Bilbao      | San Mamés, Bilbao              | 0-3   | Ronaldo 2e (cf.), 68e, Higuaín 76e                                                |
| 20/04/2013 | 32e J. | Betis Séville        | Santiago Bernabéu, Madrid      | 3-1   | Özil 45e, 90e, Benzema 57e                                                        |
| 27/04/2013 | 33e J. | Atlético Madrid      | Vicente Calderón, Madrid       | 1-2   | Juanfran 13e (csc), Di María 62e                                                  |
| 04/05/2013 | 34e J. | Real Valladolid      | Santiago Bernabéu, Madrid      | 4-3   | Di María 26e, Ronaldo 32e, 70e, Kaká 49e                                          |
| 08/05/2013 | 36e J. | Málaga CF            | Santiago Bernabéu, Madrid      | 6-2   | Albiol 3e, Ronaldo 26e (cf.), Özil 34e, Benzema 45+1e, Modrić 63e, Di María 90+1e |
| 11/05/2013 | 35e J. | RCD Espanyol         | Cornellà-El Prat, Barcelone    | 1-1   | Higuaín 58e                                                                       |
| 26/05/2013 | 37e J. | Real Sociedad        | Anoeta, Saint-Sébastien        | 3-3   | Higuaín 6e, Callejón 57e, Khedira 80e                                             |
| 01/06/2013 | 38e J. | CA Osasuna           | Santiago Bernabéu, Madrid      | 4-2   | Higuaín 35e, Essien 38e, Benzema 69e, Callejón 87e                                |

| Rang | Équipe                 | Pts | J  | G  | N  | P  | Bp  | Bc | Diff |
| ---- | ---------------------- | --- | -- | -- | -- | -- | --- | -- | ---- |
| 1    | FC Barcelone           | 100 | 38 | 32 | 4  | 2  | 115 | 40 | +75  |
| 2    | Real Madrid T S        | 85  | 38 | 26 | 7  | 5  | 103 | 42 | +61  |
| 3    | Atlético Madrid SU C   | 76  | 38 | 23 | 7  | 8  | 65  | 31 | +34  |
| 4    | Real Sociedad          | 66  | 38 | 18 | 12 | 8  | 70  | 49 | +21  |
| 5    | Valence CF             | 65  | 38 | 19 | 8  | 11 | 67  | 54 | +13  |
| 6    | Málaga CF              | 57  | 38 | 16 | 9  | 13 | 53  | 50 | +3   |
| 7    | Bétis Séville          | 56  | 38 | 16 | 8  | 14 | 57  | 56 | +1   |
| 8    | Rayo Vallecano         | 53  | 38 | 16 | 5  | 17 | 50  | 66 | -16  |
| 9    | Séville FC             | 50  | 38 | 14 | 8  | 16 | 58  | 54 | +4   |
| 10   | Getafe CF              | 47  | 38 | 13 | 8  | 17 | 43  | 57 | -14  |
| 11   | Levante UD             | 46  | 38 | 12 | 10 | 16 | 40  | 57 | -17  |
| 12   | Athletic Bilbao        | 45  | 38 | 12 | 9  | 17 | 44  | 65 | -21  |
| 13   | Espanyol Barcelone     | 44  | 38 | 11 | 11 | 16 | 43  | 52 | -9   |
| 14   | Real Valladolid P      | 43  | 38 | 11 | 10 | 17 | 49  | 58 | -9   |
| 15   | Grenade CF             | 42  | 38 | 11 | 9  | 18 | 37  | 54 | -17  |
| 16   | CA Osasuna             | 39  | 38 | 10 | 9  | 19 | 33  | 50 | -17  |
| 17   | Celta Vigo P           | 37  | 38 | 10 | 7  | 21 | 37  | 52 | -15  |
| 18   | RCD Majorque           | 36  | 38 | 9  | 9  | 20 | 43  | 72 | -29  |
| 19   | Deportivo La Corogne P | 35  | 38 | 8  | 11 | 19 | 47  | 70 | -23  |
| 20   | Real Saragosse         | 34  | 38 | 9  | 7  | 22 | 37  | 62 | -25  |

Qualifications européennes
Ligue des Champions 2013-2014
- 1er, 2e et 3e : phase de groupes
- 4e : tour de barrages pour non-champions

Ligue Europa 2013-2014
- 5e : Phase de groupes
- 6e : Tour de barrage
- 7e : 3e tour de qualification

Abréviations
T : Tenant du titre

P : Promus de Liga Adelante

S : Vainqueur de la Supercoupe d'Espagne 2012

SU : Vainqueur de la Supercoupe de l'UEFA 2012

C : Vainqueur de la Coupe du Roi 2012-2013
Le 11 mai 2013 le Real Madrid est vice-champion.

### Ligue des Champions

#### Phase de Groupes
| Date       | J.     | Adversaire        | Lieu                        | Score | Buteurs                                  |
| ---------- | ------ | ----------------- | --------------------------- | ----- | ---------------------------------------- |
| 18/09/2012 | 1re J. | Manchester City   | Santiago Bernabéu, Madrid   | 3-2   | Marcelo 76e, Benzema 87e, Ronaldo 90e    |
| 03/10/2012 | 2e J.  | Ajax Amsterdam    | Amsterdam ArenA, Amsterdam  | 1-4   | Ronaldo 42e, 79e, 81e, Benzema 48e       |
| 24/10/2012 | 3e J.  | Borussia Dortmund | Signal Iduna Park, Dortmund | 2-1   | Ronaldo 38e                              |
| 06/11/2012 | 4e J.  | Borussia Dortmund | Santiago Bernabéu, Madrid   | 2-2   | Pepe 34e, Özil 89e (cf.)                 |
| 21/11/2012 | 5e J.  | Manchester City   | Etihad Stadium, Manchester  | 1-1   | Benzema 10e                              |
| 04/12/2012 | 6e J.  | Ajax Amsterdam    | Santiago Bernabéu, Madrid   | 4-1   | Ronaldo 13e, Callejón 28e, 88e, Kaká 49e |

| Rang | Équipe            | Pts | J | G | N | P | Bp | Bc | Diff |  | Résultats (▼ dom., ► ext.) |     |     |     |     |
| ---- | ----------------- | --- | - | - | - | - | -- | -- | ---- |  | -------------------------- | --- | --- | --- | --- |
| 1    | Borussia Dortmund | 14  | 6 | 4 | 2 | 0 | 11 | 5  | +6   |  | Borussia Dortmund          |     | 2-1 | 1-0 | 1-0 |
| 2    | Real Madrid       | 11  | 6 | 3 | 2 | 1 | 15 | 9  | +6   |  | Real Madrid                | 2-2 |     | 4-1 | 3-2 |
| 3    | Ajax Amsterdam    | 4   | 6 | 1 | 1 | 4 | 8  | 16 | -8   |  | Ajax Amsterdam             | 1-4 | 1-4 |     | 3-1 |
| 4    | Manchester City   | 3   | 6 | 0 | 3 | 3 | 7  | 11 | -4   |  | Manchester City            | 1-1 | 1-1 | 2-2 |     |

#### 1/8 de finale
| Date       | Tour   | Adversaire        | Lieu                      | Score | Buteurs                 |
| ---------- | ------ | ----------------- | ------------------------- | ----- | ----------------------- |
| 13/02/2013 | Aller  | Manchester United | Santiago Bernabéu, Madrid | 1-1   | Ronaldo 30e             |
| 05/03/2013 | Retour | Manchester United | Old Trafford, Manchester  | 1-2   | Modrić 66e, Ronaldo 69e |

#### 1/4 de finale
| Date       | Tour   | Adversaire  | Lieu                         | Score | Buteurs                              |
| ---------- | ------ | ----------- | ---------------------------- | ----- | ------------------------------------ |
| 03/04/2013 | Aller  | Galatasaray | Santiago Bernabéu, Madrid    | 3-0   | Ronaldo 9e, Benzema 29e, Higuaín 73e |
| 09/04/2013 | Retour | Galatasaray | Türk Telekom Arena, Istanbul | 3-2   | Ronaldo 7e, 90+2e                    |

#### 1/2 finale
| Date       | Tour   | Adversaire        | Lieu                        | Score | Buteurs                |
| ---------- | ------ | ----------------- | --------------------------- | ----- | ---------------------- |
| 24/04/2013 | Aller  | Borussia Dortmund | Signal Iduna Park, Dortmund | 4-1   | Ronaldo 43e            |
| 30/04/2013 | Retour | Borussia Dortmund | Santiago Bernabéu, Madrid   | 2-0   | Benzema 83e, Ramos 88e |

Le Real Madrid est éliminé par le Borussia Dortmund en 1/2 finale.

### Coupe du Roi
| Date       | Tour                  | Adversaire      | Lieu                      | Score | Buteurs                              |
| ---------- | --------------------- | --------------- | ------------------------- | ----- | ------------------------------------ |
| 31/10/2012 | 1/16e finale (aller)  | CD Alcoyano     | El Collao, Alcoy          | 1-4   | Benzema 21e, 88e, Kaká 35e, Jesé 67e |
| 27/11/2012 | 1/16e finale (retour) | CD Alcoyano     | Santiago Bernabéu, Madrid | 3-0   | Di María 71e, Callejón 89e, 90e      |
| 12/12/2012 | 1/8e finale (aller)   | Celta Vigo      | Balaídos, Vigo            | 2-1   | Ronaldo 87e                          |
| 09/01/2013 | 1/8e finale (retour)  | Celta Vigo      | Santiago Bernabéu, Madrid | 4-0   | Ronaldo 3e, 24e, 87e, Khedira 89e    |
| 15/01/2013 | 1/4 finale (aller)    | Valence CF      | Santiago Bernabéu, Madrid | 2-0   | Benzema 37e, Guardado 73e (csc)      |
| 23/01/2013 | 1/4 finale (retour)   | Valence CF      | Mestalla, Valence         | 1-1   | Benzema 44e                          |
| 30/01/2013 | 1/2 finale (aller)    | FC Barcelone    | Santiago Bernabéu, Madrid | 1-1   | Varane 81e                           |
| 26/02/2013 | 1/2 finale (retour)   | FC Barcelone    | Camp Nou, Barcelone       | 1-3   | Ronaldo 13e (pen.), 57e, Varane 68e  |
| 17/05/2013 | Finale                | Atlético Madrid | Santiago Bernabéu, Madrid | 1-2ap | Ronaldo 14e                          |

Le Real Madrid perd la finale en prolongation face à l'Atlético Madrid.